# Calathea rodeckiana
Calathea rodeckiana är en strimbladsväxtart som beskrevs av Karl Moritz Schumann. Calathea rodeckiana ingår i släktet Calathea och familjen strimbladsväxter. Inga underarter finns listade.